# A-Darter
El V3E A-Darter (Agile Darter) es un moderno misil aire-aire de infrarrojos de corto alcance ("búsqueda de calor"), que ofrece resistencia a contramedidas con un ángulo de 180 grados y una velocidad de 120 grados por segundo, desarrollado por la sudafricana Denel Dynamics (anteriormente Kentron) y la brasileña Mectron (ahora SIATT), Avibras y Opto Eletrônica. Equipará a Saab JAS 39 Gripen C/D y BAe Hawk 120 de la Fuerza Aérea Sudafricana, y A-1M AMX, Northrop F-5BR y Gripen E/F de la Fuerza Aérea Brasileña.

## Desarrollo
El desarrollo del A-Darter comenzó en 1995, pero el programa sufrió una financiación inadecuada y cambios en los requisitos de SAAF. Mectron, Avibras y Atech se unieron al programa en 2006 después de un proceso de negociación de tres años con US $ 52 millones invertidos por el gobierno brasileño en el proyecto, que se estima en un valor de US $ 130 millones. En ese mismo año, Denel anunció que usaría la última unidad de medición inercial de estado sólido, el SiIMU02 de BAE Systems, para la guía de rango de medio curso. La empresa brasileña Opto Eletrônica se asoció con Denel Dynamics en el desarrollo del buscador de infrarrojos de imágenes de misiles para la guía térmica.
Las pruebas de búsqueda en tierra concluyeron en enero de 2010, mientras que las pruebas de trayectoria y vuelo de agilidad se realizaron en febrero de 2010. Se enviaron prototipos a Saab AB para comenzar la integración del misil al Saab JAS 39 Gripen. Las pruebas de vuelo en cautiverio concluyeron en marzo de 2010. El primer lanzamiento exitoso en vuelo de un caza Gripen tuvo lugar el 17 de junio de 2010.
En febrero de 2015, Denel Dynamics firmó un acuerdo con Marotta Controls para el suministro de la tecnología de compresión de aire puro MPACT de esta última para enfriar el buscador de infrarrojos A-Darter.
El ciclo de desarrollo del misil se completó en 2019, al recibir el Certificado de Tipo que el sistema cumple con los requisitos técnicos, operativos, logísticos, industriales y de seguridad.

## Producción
En marzo de 2015, la SAAF ordenó a Denel Dynamics un número no revelado de misiles.

## Diseño
El buscador de misiles puede ser colocado en la pantalla montada en el casco (HMD), lo que permite al piloto rastrear un objetivo más allá de la envolvente de exploración del radar de la aeronave utilizando la alta capacidad de desviación de la mira del misil, que logra el piloto girando su cabeza hacia el objetivo para bloquear on, más conocido como "dispara y olvida". El misil puede ser lanzado y puede tirar inmediatamente la fuerza extrema para revertir su curso para atacar a un objetivo detrás del avión, a veces llamado "sobre el hombro".
Los modos de participación incluyen la función de bloqueo después del lanzamiento (LOAL) para comprometer objetivos fuera del rango de adquisición del buscador, y la capacidad de bloqueo antes del lanzamiento (LOBL) donde el objetivo se identifica y designa antes del lanzamiento. La tecnología de imagen térmica de dos colores y un fusible de proximidad láser instalado en el misil proporcionan múltiples técnicas de contramedidas electrónicas (ECCM) con algoritmos de focalización que incluyen técnicas avanzadas de filtrado espacial y perfiles de velocidad.
El A-Darter tiene cuatro secciones principales: sección de guía, ojiva, control y motor de cohete. Utiliza un diseño aerodinámico con baja resistencia aerodinámica en un fuselaje sin alas, lo que garantiza rangos más allá de los misiles tradicionales de corto alcance. Está equipado con un sistema de control de vector de empuje (TVC) que permite giros a una fuerza de hasta 100 g de gravedad.
La ausencia de polvo de aluminio en el propulsor del motor inhibe la producción de un rastro de humo, lo que significa que no hay advertencia visual para los aviones enemigos. Según los pilotos de combate de la SAAF involucrados en el proyecto, el A-Darter es mejor que el IRIS-T en algunos aspectos.

### Misiles similares
- AIM-9X Sidewinder
- AIM-132 ASRAAM
- IRIS-T
- RAFAEL Python 5
- Vympel R-73
- AAM-5 (misil japonés)